# 鶴見線
鶴見線（つるみせん）は、神奈川県横浜市鶴見区の鶴見駅と同県川崎市川崎区の扇町駅を結ぶ、東日本旅客鉄道（JR東日本）の鉄道路線（幹線）である。この他に以下の支線を持つ。
- 神奈川県横浜市鶴見区の浅野駅から分岐して海芝浦駅までの支線（通称・海芝浦支線）[3]
- 神奈川県川崎市川崎区の武蔵白石駅[4][5]から分岐して大川駅までの支線（通称・大川支線）[3]

## 概要
東京地区の電車特定区間（E電）の路線の一つであり、鶴見から横浜・川崎市内の京浜工業地帯へ向かう短い路線である。冒頭や後述の路線データに示す3つの路線から構成されている。沿線は工場が多く、旅客列車はそれらの工場への通勤客が主に利用する。また旅客列車のほか、貨物列車が日本貨物鉄道（JR貨物）によって運転されている。浅野財閥系の鶴見臨港鉄道（会社自体は不動産業の東亜リアルエステートとして現存）を前身とする。
鶴見線の平均駅間距離（本線のみで0.7 km。支線含めて約0.8 km）はJRグループの路線の中で最も短い。
ラインカラーは黄色（■）で、車体色や旅客案内に使用されている。駅ナンバリングで使われる路線記号はJI。
全線全駅が旅客営業規則における大都市近郊区間の「東京近郊区間」、および特定都区市内制度の「横浜市内」（浜）の駅に、またIC乗車カード「Suica」の首都圏エリアに含まれている。

### 路線データ
- 路線距離（営業キロ）：全長9.7km
- 管轄（事業種別）
  - 東日本旅客鉄道（第一種鉄道事業者）
    - 鶴見駅 - 扇町駅間：7.0km[3]
    - 浅野駅 - 海芝浦駅間（海芝浦支線）：1.7km[3]
    - 武蔵白石駅[4] - 大川駅間（大川支線）：1.0km[3][5]
      - 大川支線の正式な起点は武蔵白石駅だが、武蔵白石駅には大川支線のホームはなく、本線からの乗り換えは安善駅で行う必要がある。

  - 日本貨物鉄道（第二種鉄道事業者）
    - 浅野駅 - 扇町駅間：4.0km
    - 浅野駅 - 新芝浦駅間（海芝浦支線）：0.9km
    - 武蔵白石駅 - 大川駅間（大川支線）：1.0km
- 軌間：1,067mm
- 駅数：13（起終点駅を含む）
  - 鶴見線所属駅に限定した場合、東海道本線所属の鶴見駅と、東海道本線支線所属の浜川崎駅[6]が除外され、11駅となる。
- 複線区間：鶴見駅 - 浜川崎駅間、浅野駅 - 新芝浦駅間
  - このほか、浜川崎駅 - 扇町駅間は鶴見線の電車線と貨物線が並行する双単線（単線並列）区間である。
- 電化区間：全線（直流1,500V）
- 閉塞方式：自動閉塞式
- 保安装置：ATS-P[2]
- 最高速度：85km/h
- 運転指令所：鶴見線営業所（鶴見駅 - 安善駅間、浅野駅 - 海芝浦駅）
  - 運転取扱駅（駅が信号を制御）：安善駅・浜川崎駅・扇町駅
- 車両基地：鶴見線営業所（弁天橋駅）
- 大都市近郊区間：全線（東京近郊区間）
- 電車特定区間：全線
- IC乗車カード対応区間：全線（Suicaの首都圏エリア）

全線が横浜支社の管轄である。

## 沿線概況
鶴見線の線路および沿線の概況について記す。

### 本線
鶴見駅の鶴見線ホームは地平の京浜東北線が発着する階ではなく、西口側の高架上にある。鶴見駅を出ると高架上を進む。鶴見大学や曹洞宗大本山総持寺入口付近では、線路中央に旧本山駅のホーム遺構がある。左にカーブし横須賀線・京浜東北線・東海道線・東海道貨物線と京急本線を跨ぎ、国道15号（第一京浜）を跨いだところで国道駅に到着する。同駅の高架下は戦前の駅開業当時の雰囲気がそのまま残っている。国道駅を出るとすぐに鶴見川を渡り、右カーブで高架から地上に降りたところで鶴見小野駅に至る。同駅近隣には横浜市立横浜サイエンスフロンティア高等学校・附属中学校がある。鶴見小野駅を出て、首都高速神奈川1号横羽線と東京都道・神奈川県道6号東京大師横浜線（産業道路）の高架下をくぐると、住宅街から工場群の中へ移る。左にカーブすると弁天橋駅に至る。構内北側の鶴見小野駅方には、鶴見線乗務員が所属し、運用車両が常駐する鶴見線営業所（旧弁天橋電車区）が所在する。弁天橋駅南側はAGC京浜工場・ジャパン マリンユナイテッド横浜事業所鶴見工場などがある。
弁天橋駅を出ると、右側にかつての鶴見川口への支線・旭硝子への入換線の広大な跡地の横を過ぎ、浅野駅に至る。同駅は本線と海芝浦支線との分岐駅であり、扇町・大川方面の電車は1・2番線の島式ホームに、海芝浦方面の電車は浅野駅の手前の弁天橋駅方の渡り線を渡って3・4番線の相対式ホームに発着する。JFEエンジニアリング鶴見事業所の最寄り駅でもある。
浅野駅を出て旭運河を渡ると、間もなく安善駅に至る。この浅野駅 - 安善駅間はJRで最も駅間の短い区間 (0.5 km) の一つである。駅構内は貨物の取扱があるため入換線が広がっている。2004年（平成16年）3月までは同駅近くに神奈川県立寛政高等学校があったが、神奈川県立平安高等学校と統合された。2008年4月には神奈川県立東部総合職業技術校が開校している。安善駅を出ると横浜市鶴見区と川崎市川崎区の境になっている境運河の鉄橋を越え、すぐに武蔵白石駅に至る。安善駅 - 武蔵白石駅間も浅野駅 - 安善駅間に次ぎ短い区間 (0.6 km) である。武蔵白石駅は大川支線との分岐駅であるが、1996年（平成8年）に大川支線用ホームが廃止・撤去され大川駅発着電車は同駅を通過することとなったため、本線と大川支線の事実上の分岐駅は安善駅となっている（後述）。武蔵白石駅北側には富士電機の川崎工場、駅南側に日本鋳造の本社工場があり、駅前には民家が数軒ある。武蔵白石駅を出て、右手のJFEスチール渡田地区の工場に沿いながら右に緩やかにカーブしていくと、上を川崎貨物駅へ向かう貨物線（廃線）が越してゆき、間もなく浜川崎駅に至る。浜川崎駅は南武線浜川崎支線（南武支線）との接続駅であるが、南武線の駅舎は改札を出て道路を挟んだ反対側にある。当駅はJFEスチール渡田地区の正門側にあるため、跨線橋の一般出入口の反対側にはJFEスチールの社員専用出入口がある。
浜川崎駅を出ると旅客線は単線となり、その左側の貨物線には南武線・東海道貨物線方面からの線路が合流して浜川崎貨物駅が広がる。同貨物駅構内が終わると、鶴見線は見かけ上は複線のようになるが、実際は貨物線と旅客線が単線で並行している形である。右手のJFEスチールの工場に沿って緩やかに右カーブを取り、扇橋を渡ると昭和駅に至る。同駅はレゾナック（旧：昭和電工）川崎事業所の正門脇にあり、ここから駅名が取られた。昭和駅を出ると緩やかに右カーブを進み、貨物ヤードが広がると、終点の扇町駅に至る。旅客駅の先には、三井埠頭へ接続する貨物ヤードが広がっている。

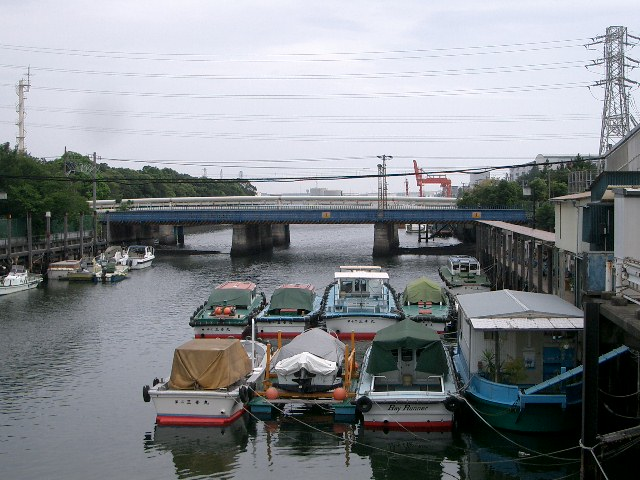
旭運河 浅野駅 - 安善駅間
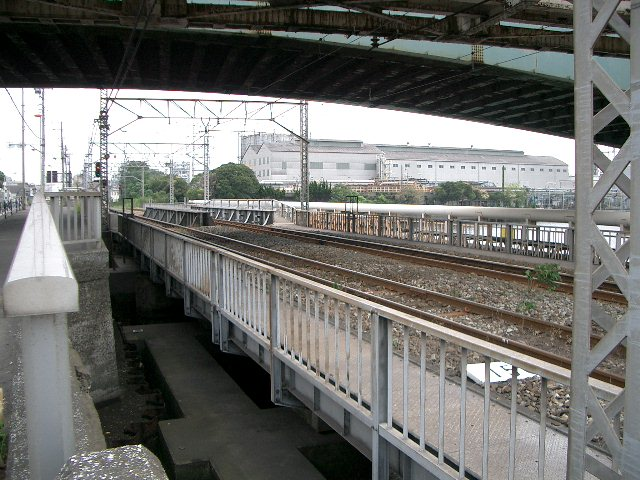
扇橋 浜川崎駅 - 昭和駅間

### 海芝浦支線
そのほとんどが、東芝エネルギーシステムズ京浜事業所（以下「東芝」）敷地内を走る支線である。浅野駅を出て、事業所の私有道路を横断した後、旭運河沿いをしばらくまっすぐ走ると新芝浦駅に至り複線区間はここまでとなる。駅正面が東芝の正門である。新芝浦駅を出ると単線となり、旭運河沿いを南下、京浜運河の手前で大きく右にカーブし、間もなく終点の海芝浦駅に至る。隣駅の新芝浦駅と共に東芝の敷地内であるが、海芝浦駅のみは社屋に直接面しているため、東芝関係者以外は改札を出ることはできない。ホームは京浜運河に面しており、対岸には東京ガス扇島LNG基地、首都高速湾岸線の鶴見つばさ橋などがある。1995年5月、東芝の計らいにより線路の延長上に「海芝公園」が作られ一般に開放されている。また、海芝浦駅は観光目的で使用する人も多く、関東の駅百選にも選定されている。

### 大川支線
大川駅行きの電車は安善駅を出ると、安善駅と武蔵白石駅の間にある渡り線を経て、本線上り線を逆走して武蔵白石駅直前で大川支線に入線する。クモハ12形で運行されていた時代には1番線ホームに到着して客扱い後、一旦後退し、渡り線を通り上り線を逆走しスイッチバックして大川支線ホーム4番線へ入線していた。武蔵白石駅ホームの右側を大きく右にカーブし、旧大川支線ホームがあった位置を通過し、右手に日本鋳造本社工場を見ながら直進。白石運河を越えると、まもなく終点大川駅に至る。駅正面は三菱化工機の本社、周辺は日清製粉鶴見工場、レゾナック川崎事業所、大川工業団地などの工場が取り囲み、民家や商店は存在しない。

#### 大川支線の分岐点について
大川支線は、かつて武蔵白石駅 - 大川駅間の区間運転であった。武蔵白石駅の大川支線用のホームは急カーブの線形に沿って設置されていて、20m車が入線しようとすると車体がホームに干渉してしまい入線できないので、17m戦前車両のクモハ12形が本線系統からの廃止後も大川支線用に2両残り、1日交代で1両編成で使用された。首都圏最後の旧形電車となったが、その後車両老朽化の面でも限界が近づいてきていたことから、新しい17m級車両を製作しクモハ12形を置き換える案も検討されたものの、結局は武蔵白石駅の大川支線ホームそのものを撤去して通過扱いとすることで20m車が入線できるようにすることになり、1996年3月に103系に置き換えられた。このことから、以後大川支線の電車は安善駅から、武蔵白石駅に停まらずに直接大川支線に入線している。
しかし、大川支線の正式な分岐点は武蔵白石駅で変更されていない。安善以遠（鶴見方面）から大川までの定期券で武蔵白石駅で出場できたり、運賃計算の際、武蔵白石または浜川崎方面から大川までの相互間の運賃を計算する場合、武蔵白石駅 - 安善駅間の営業キロを含めずに計算する点などにその名残が見られる。

## 運行形態

### 旅客輸送
大川発着の電車が武蔵白石駅を通過する（前節参照）ほかは、全電車が各駅停車で、ほぼ全電車が鶴見駅を発着する。本線の鶴見駅 - 弁天橋駅・武蔵白石駅・浜川崎駅・扇町駅間の電車と、各支線終点発着の鶴見駅 - 海芝浦駅間、鶴見駅 - 大川駅間の電車が運転されている。
弁天橋駅以東の沿線は、明治以降に開発された埋立地であり人家は少なく、利用者はほとんどが埋立地に立地する工場の従業員である。そのため工場通勤客輸送に特化したダイヤが組まれており、朝夕に比べて昼間は利用者も少ない。朝夕は鶴見駅 - 浅野駅間で3 - 10分間隔、浅野駅 - 扇町駅・海芝浦駅間で10 - 20分間隔での運転となっている。日中はかつては鶴見駅 - 扇町駅・海芝浦駅間の電車がそれぞれ1時間に1 - 2本運行されていたが、2009年3月14日改正で日中の鶴見駅 - 扇町駅・海芝浦駅間の電車はそれぞれ2時間間隔での運行に減便され、2021年4月現在この時間帯は多くの電車が鶴見駅 - 武蔵白石または浜川崎駅間での運行となった。鶴見駅 - 武蔵白石駅間は日中で20分間隔、浜川崎駅間は40分間隔が基本だが、海芝浦発着電車が入る関係で浅野駅 - 武蔵白石駅間も40分間隔が開く時間帯がある。海芝浦発着電車が入る時間帯でも浅野駅 - 武蔵白石・浜川崎駅間を補完する電車は運行されていない。また、大川支線の大川駅には日中（9 - 16時台）に1本も運行されず、土休日は朝の2往復と夕方の1往復の3往復のみの運行となっている。このため、鶴見線の区間を含むフリー乗車券などには日中や土休日の列車本数が少ない旨が記載されることがある。
1994年12月3日のダイヤ改正でJR東日本の東京圏のほとんどの路線で「土曜ダイヤ」が「土曜・休日ダイヤ」に統合されたが、鶴見線では利用者の大半は工場への通勤客の輸送であるために、2004年3月13日のダイヤ改正まで長らく「土曜ダイヤ」が残されていた。この改正以降は「休日ダイヤ」と統合され、現在は後述の臨時列車で対応している。
海芝浦駅にある東芝京浜事業所が土曜・休日が出勤日となる際や平日昼間に終業する際に、通常の電車本数では不足するため鶴見駅 - 海芝浦駅間に臨時に電車を増発することがある。この臨時列車は時刻表には掲載されておらず、運行日近くになると各駅の時刻表付近に掲出される。ダイヤ上も臨時列車扱いになっており、103系までは列車番号に「臨」を掲げて運行されていた。
車両の夜間滞泊は鶴見駅と弁天橋駅で行っている。南武線・尻手駅 - 浜川崎駅間専用車両の出入りのため、弁天橋駅 - 尻手駅間に回送列車が設定されている。
全列車でワンマン運転を行っているが、車内で運賃の収受を行わない「都市型ワンマン」で、各車両の全ての扉から乗り降りができる。

### 貨物輸送
沿線が工場の並ぶ京浜工業地帯であるため、かつては多数の専用線が各駅に接続し、化学薬品や石油等の輸送が盛んに行われていた。その後鉄道貨物輸送の縮小により大きく数を減らしたが、現在は扇町駅（三井埠頭）への残土輸送と、安善駅からの在日米軍横田基地向け石油（ジェット燃料）輸送が行われている。
また、海芝浦支線は定期列車が運行されることはないが、新芝浦の東芝エネルギーシステムズ向けの特大貨物輸送が不定期に行われる。

## 改札業務

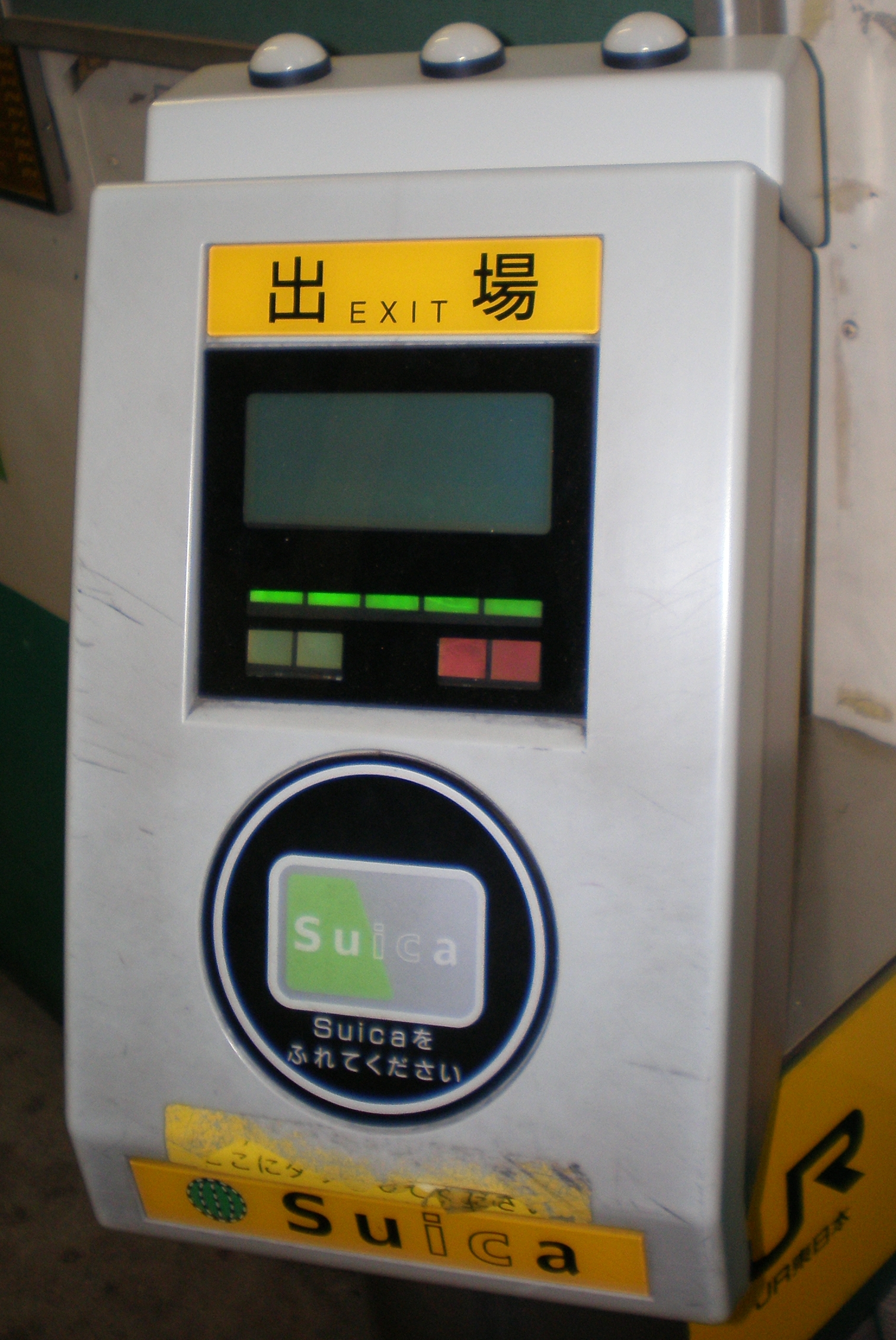
浜川崎駅に設置された出場用簡易Suica改札機

1971年に大幅な合理化が行われ、鶴見駅以外の各駅の出改札業務がすべて無人化された。そのため、2022年2月28日まで鶴見駅には、同じ国鉄（およびJR東日本）の路線でありながら、京浜東北線と鶴見線の間に中間改札口と乗換精算所が設けられており、同駅で京浜東北線から乗り換えて鶴見線の各駅へ向かう場合の運賃精算（定期券・回数券での乗越や、主に東京都区内や東京山手線内までの乗車券で鶴見線内の下車駅までの乗越などを含む）は同駅で行う形となっていた。また、鶴見線の各駅から乗車券を買わないで乗車した場合は、乗換精算所でJR東日本区間完結の短距離乗車券を発売していた。
無人化当初は、駅構内の売店で簡易委託により乗車券を発売した駅もあったが、その後売店の閉店によって完全無人化されている。
この他、浜川崎駅で南武支線に乗り換える場合は降車駅で精算していた。しかし、Suicaシステムの導入により各駅には簡易Suica改札機が設置されたため、当初Suicaイオカードで乗車した場合には鶴見駅の自動改札機のSuicaセンサーに触れないようにとの注意書きがあった。その自動改札機は後に修正が加えられ、Suicaセンサーにタッチしないと改札口が閉まるようになったが、タッチした場合でも自動改札機の画面にはその地点での残額が表示されるだけで入出場などの情報は書き込まれないため、横浜 - 尻手間を鶴見線経由で乗車しても正しく計算・入出場できるようになっている。
一方、浜川崎駅で南武支線と鶴見線をストアードフェア部分を使用して乗り継ぐ場合には簡易Suica改札機にタッチしないように、との注意書きが掲出されている（タッチすると出場扱いとなり、運賃計算が打ち切られる）。
また、鶴見線の一部の駅には近距離の自動券売機が設置されていた。これらの券売機はオレンジカードに対応しているほか、Suicaおよびこれと相互利用可能なカード（当該項目を参照）へのチャージ機能も備わっていた。ただし、使える紙幣は1,000円紙幣のみで、発売範囲も東京電車特定区間内の570円区間までとなっていた。長距離等で前述の発売範囲を超える場合や高額紙幣しか持ち合わせてない場合や、券売機が故障や点検等で利用できない場合、券売機の設置されていない駅から乗車する場合は、鶴見駅の精算窓口で乗車券を購入するか着駅等での精算になる。
2022年2月28日をもって鶴見駅の中間改札と鶴見駅以外の鶴見線各駅にあった自動券売機は廃止され、乗車駅で乗車駅証明書を取得して鶴見駅および浜川崎駅以遠の有人駅で降車する際に精算する方式になった。

## 発車メロディ
前述したように2024年（令和6年）3月16日のダイヤ改正によりワンマン運転が開始され、それに伴い、車載スピーカーによる乗降促進放送への変更のため各駅の発車メロディが廃止されたが、2025年（令和7年）8月1日から8月3日にかけて開催された朝霞市民まつりのJR公式ブースで現在JR武蔵野線の東所沢駅、西船橋駅の副本線、吉川美南駅の2番線で使用されているJRE-IKST-019が鶴見線汎用の曲であることが明らかになった。ただし乗降促進放送のWater crownや、Gota bel vientが置き換えられるのかは不明である。

## 車両

### 旅客列車

#### 現在の使用車両
すべて電車で運転されている。弁天橋駅構内に車庫の鶴見線営業所がある。かつては弁天橋電車区と称していたが、1988年に車両配置は中原電車区（現：鎌倉車両センター中原支所）に統合された。
- E131系1000番台
  - 2023年12月24日より運転開始[15]。新車投入は鶴見臨港鉄道時代以来、80年ぶり。
  - 車両の外観は、海をイメージしたスカイブルーとなっている。また、前面のドットはかつて鶴見線で活躍した歴代の車両カラーとなっており、鶴見線のこれまでの歴史を表現している[16]。車両の内装は外観との統一を図り、座席色は黄色と青色を採用する。また、一部ドア上に17インチの大型液晶ディスプレイを設置する[16]。車体幅は2778mmでストレート車体を採用している[16]。これは鶴見線に拡幅車体の入線が制限されている箇所があるためである[17]。ドアの化粧板が貼られていないなどの他番台との仕様の差異がある[17]。
  - 行先表示器がフルカラーLEDとなったことにより、103系と同じような色分けで行先を表示できるようになった。
  - 自動放送の追加や、車両側面にカメラを設置して運転席から旅客乗降を確認する機能などの搭載により、鶴見線内もワンマン運転が可能になった。
  - 2024年3月16日のダイヤ改正で全8編成の投入を完了し、205系を置き換えた[18]。

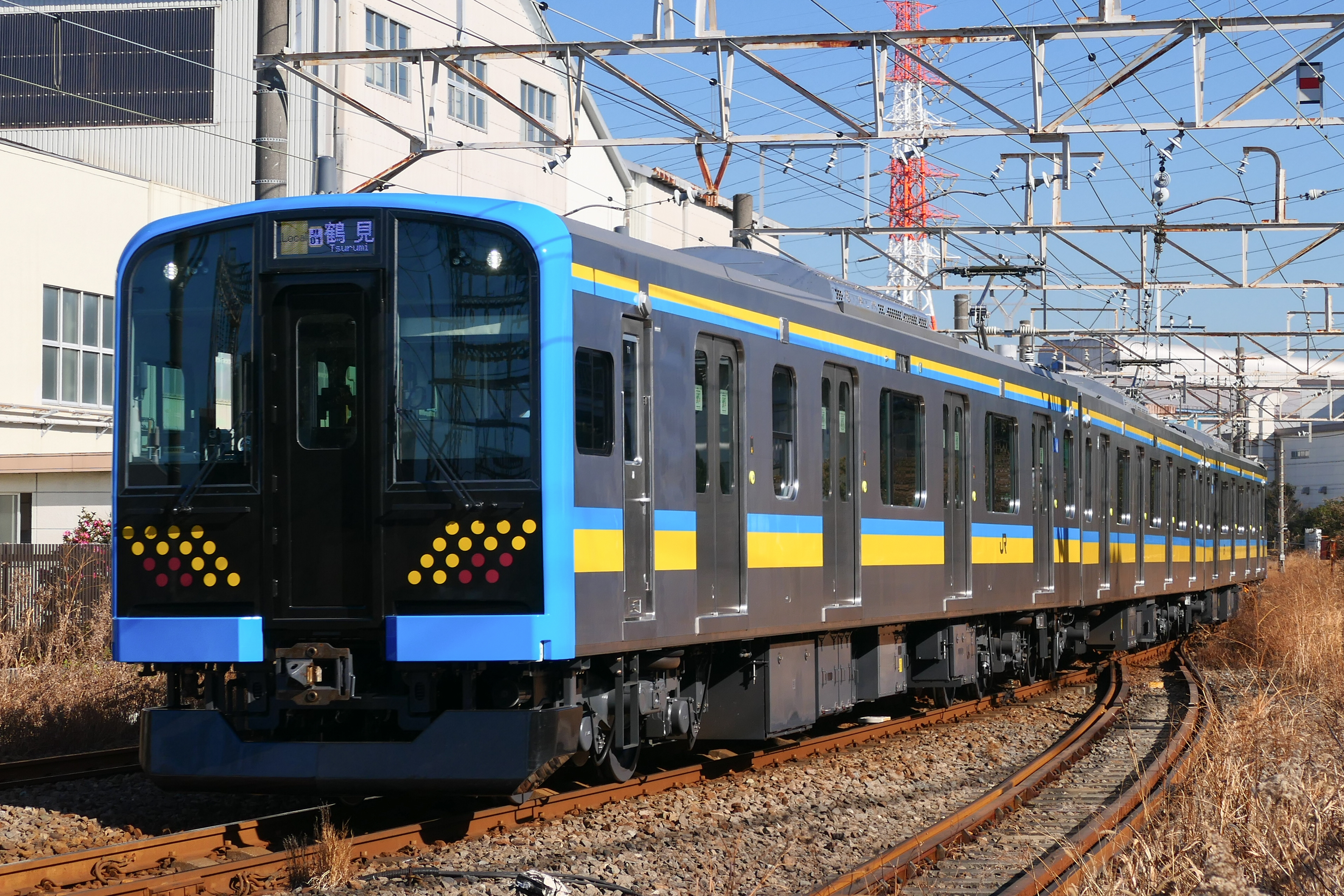
E131系1000番台（浜川崎駅 - 武蔵白石駅間）

#### 過去の使用車両
ここでは国有化以後の車両を挙げる。前身の鶴見臨港鉄道時代からの車両については「鶴見臨港鉄道の電車」を参照。
- 50系・33系・31系・30系 → クモハ11形・クモハ12形・クハ16形
  - 17m車体を持つ戦前形国電と呼ばれた車両。片運転台・制御電動車のクモハ11形、片運転台・制御車のクハ16形、運転室を増設して単行（1両編成）で運転できるように改造された両運転台・制御電動車のクモハ12形があった。大川支線用のクモハ12形以外は1972年12月までに72系に代替された。17m車で運転されていた頃は混雑時はクハ16＋クモハ11の2連編成を2編成連結した4連で運転されており、閑散時間帯は2連のみで運転されていた。
  - クモハ12形は他の17m車が鶴見線から消滅したあとも長年にわたって残り、大川支線で武蔵白石駅 - 大川駅間の往復運用についた。これは、武蔵白石の大川支線のホームが急カーブ上にあり、20m車だとホームに干渉してしまうためであった（大川支線の分岐点についても参照）。クモハ12052・053の2両がJRに承継され民営化後も使用されたが、1996年（平成8年）3月に武蔵白石の大川支線のホームが撤去されたことで103系に代替され、運用から外れた。クモハ12形は国鉄末期からの一時期（1985年 - 1994年12月のダイヤ改正[19]まで）に昼間や休日の閑散時間帯に単行で鶴見駅 - 海芝浦駅間と鶴見駅 - 大川駅間で使用されたこともあった。大川支線での運用終了後、この2両は東京総合車両センター（旧・大井工場）で保存され（2010年にこのうち1両は解体）、毎年夏の工場一般公開時に公開されることがある。
- 72系（1972年 - 1980年1月）
  - クモハ73・モハ72・クハ79が配置された。珍しい車両として、1972年にモハ72形の車体を103系と同形のものに載せ替えたアコモデーション改良車のモハ72970も当線で使用された。サハ78は鶴見線では使用されていない。
- 101系（1980年 - 1992年5月）
  - この車両から方向幕の色分けがされるようになった。当初は非冷房車のみであったが、民営化後は南武線から転用された冷房車も使用されていた。
- 103系（1990年8月2日 - 2006年3月17日）
- 205系0・1100番台（2004年8月25日 - 2024年2月27日）
  - 黄色とスカイブルー（■ ■）の帯が巻かれている。
  - 先頭車が1100番台で、中間車が0番台である。

1980年には、72系の引退・101系の投入を記念して、鶴見線全線と南武線浜川崎支線が乗降自由となる「鶴見線フリー乗車券」が発売された。価格は大人200円・小人100円で、乗車券は発売日当日のみ有効。鶴見駅・浜川崎駅・川崎新町駅・尻手駅で発売された。

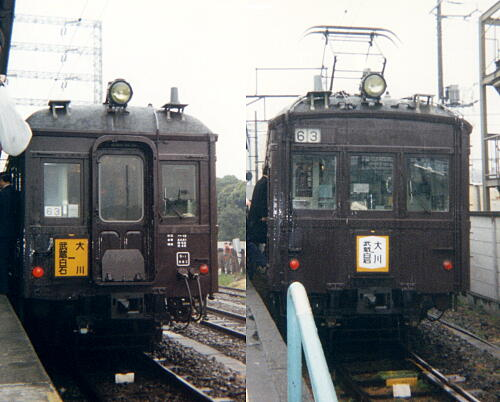
クモハ12形 左側が増設側運転台、右側が本来のクモハ11時代からの運転台
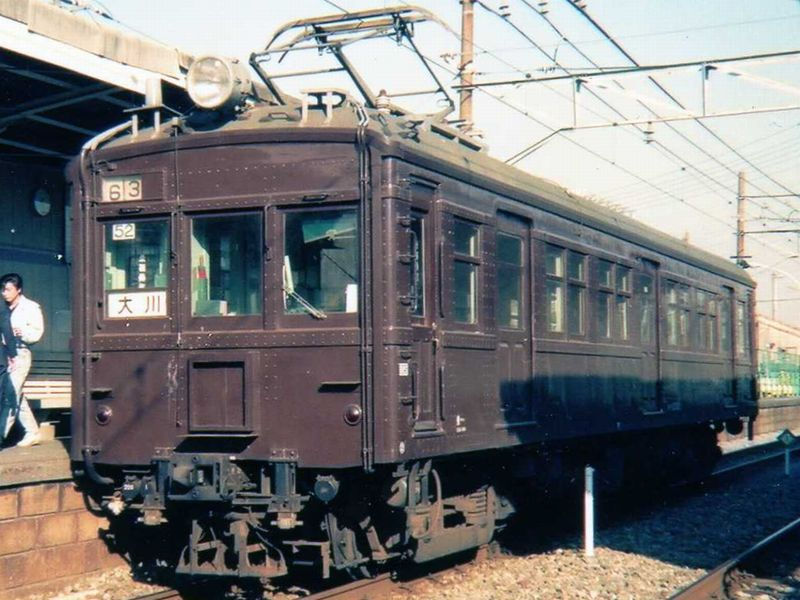
クモハ12形（武蔵白石駅 1990年12月ごろ）
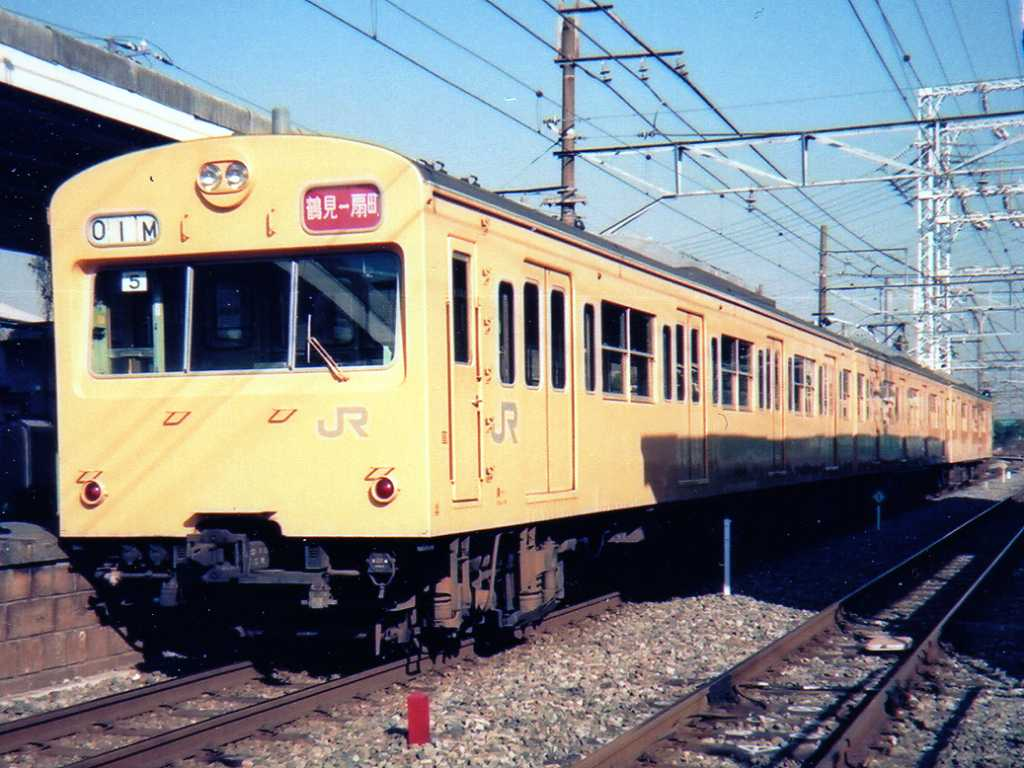
101系（武蔵白石駅 1990年12月ごろ）
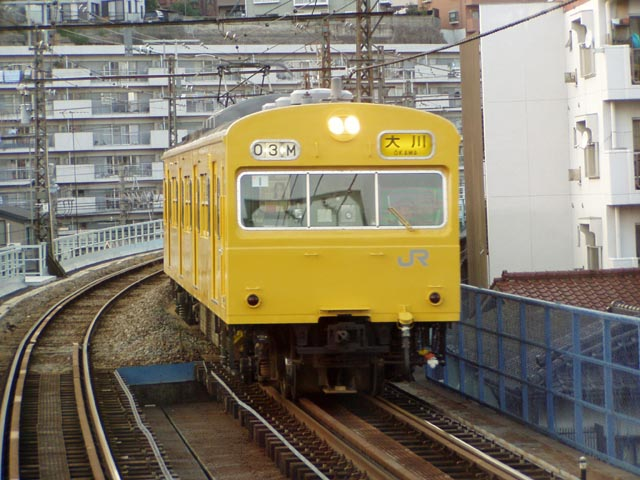
103系（2003年）
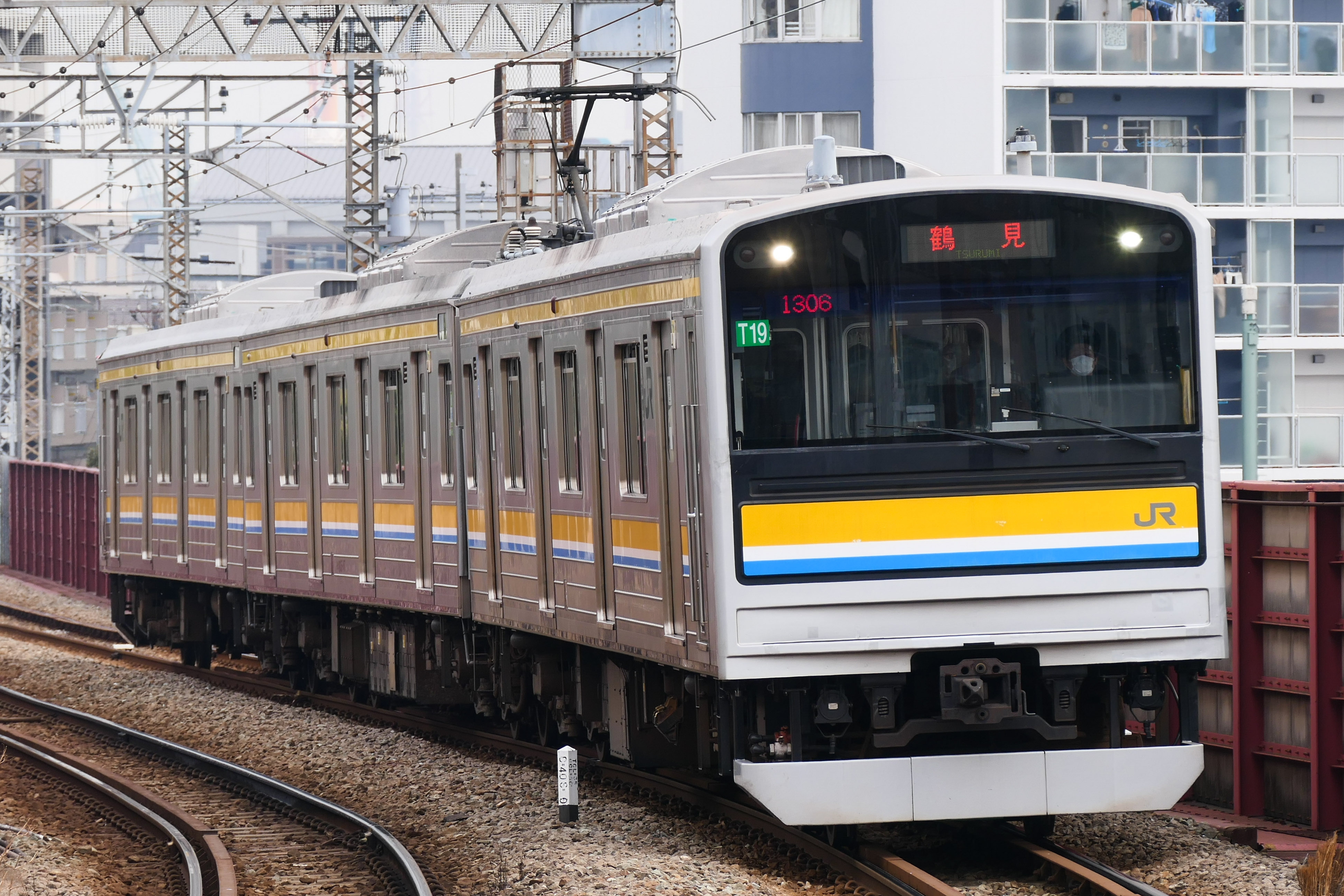
205系1100番台（国道駅 2021年）

#### 行先表示の色分け
行先別に行先表示の色が分けられている。103系の方向幕およびE131系1000番台のフルカラーLED表示器の海芝浦行きと大川行きの表示はそれぞれ青色と黄色であるが、205系の3色LEDでは青色や黄色表示ができないためそれに近い色（海芝浦行きは黄緑色、大川行きは橙色）で対応しており、各方面からの鶴見行きは橙色で表示している。
205系の行先表示色

103系の方向幕の色分け
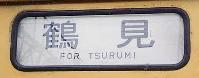
■赤色：弁天橋・武蔵白石・浜川崎・扇町行き
■黄緑色：海芝浦行き
海芝浦行き ■青
■橙色：鶴見・大川行き

2007年から、鶴見駅および国道駅では、時刻表の行き先表示の文字の色もこれらに準じている。

205系のLED行先表示
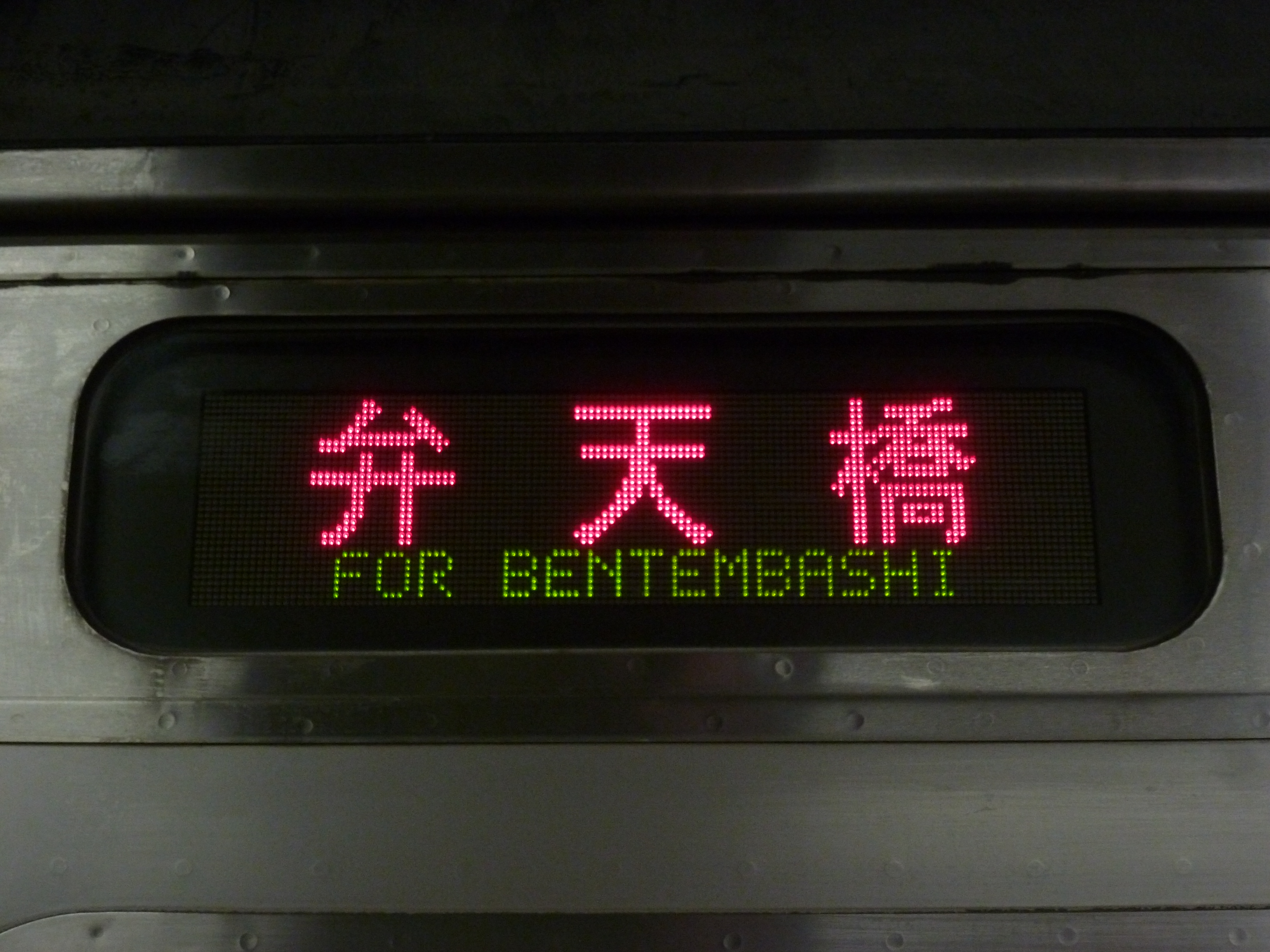
弁天橋行き
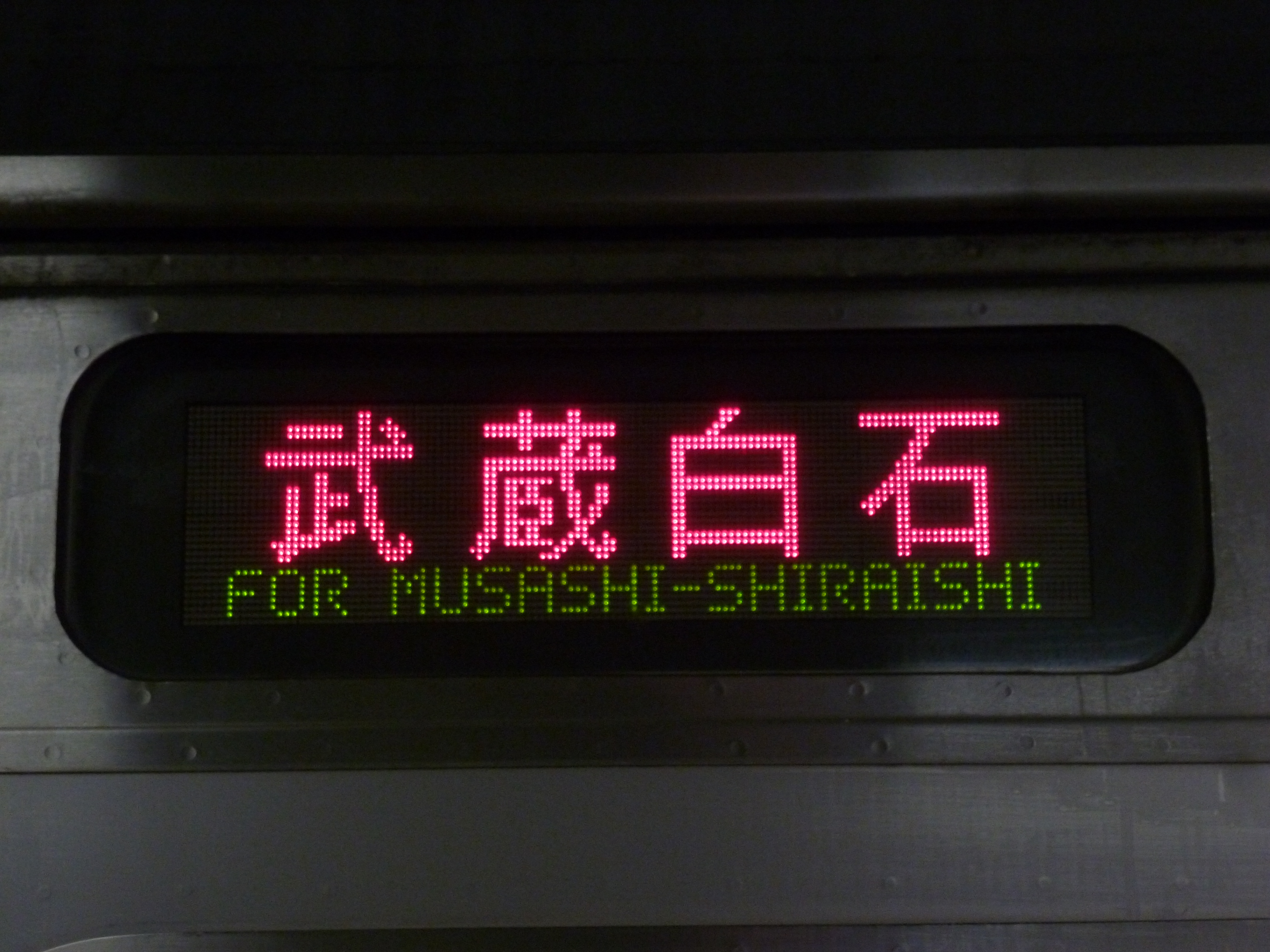
武蔵白石行き
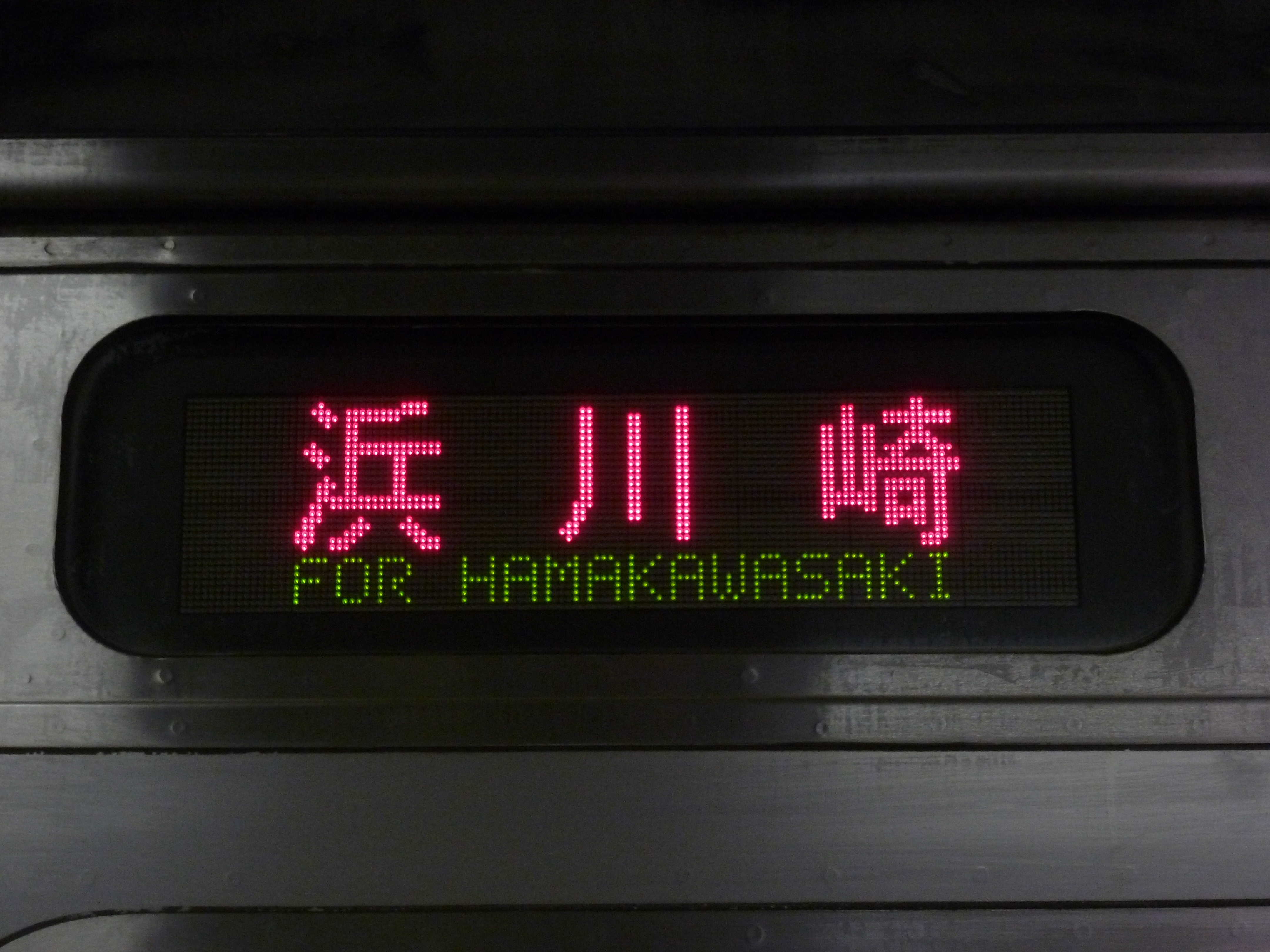
浜川崎行き
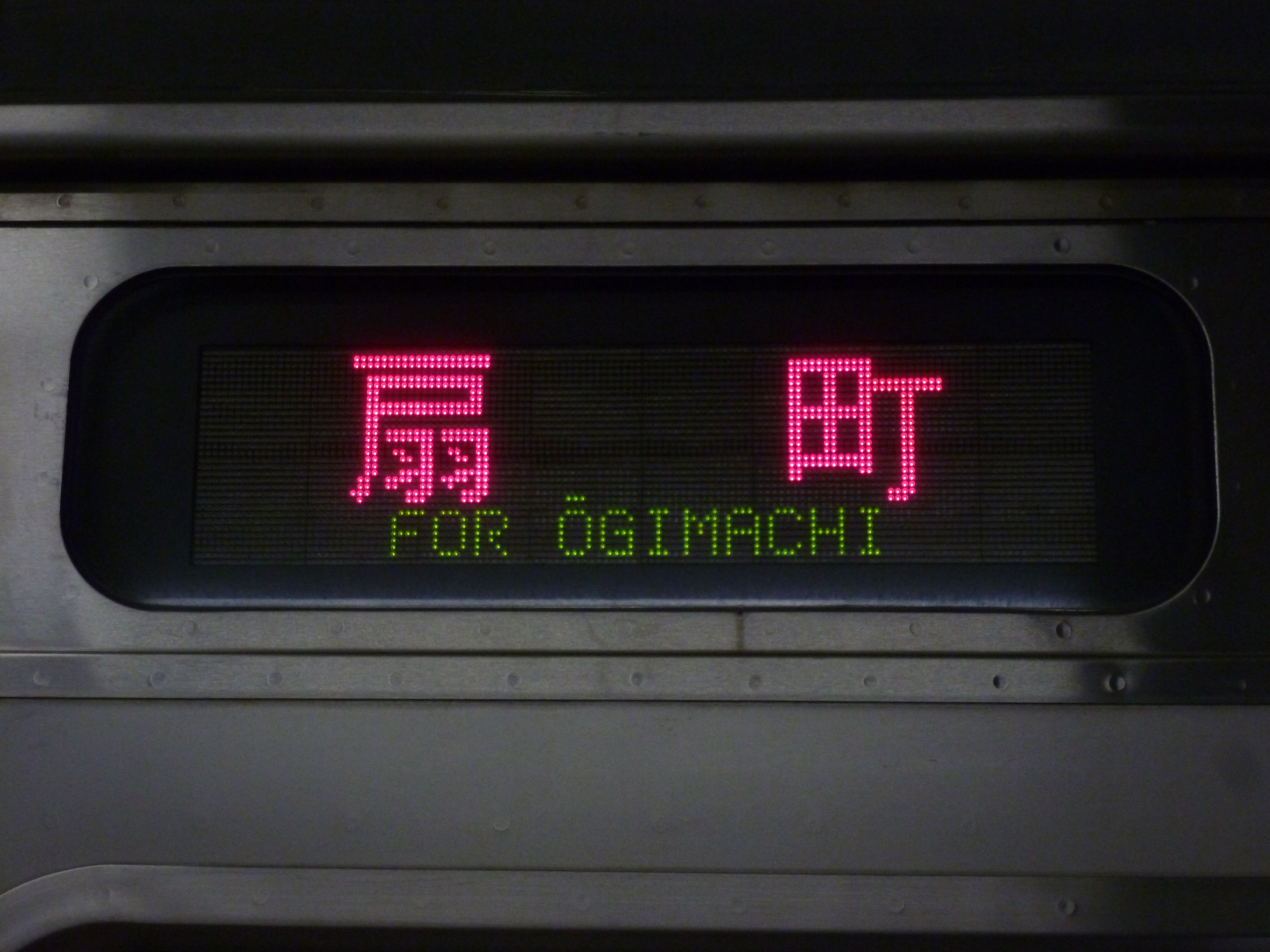
扇町行き
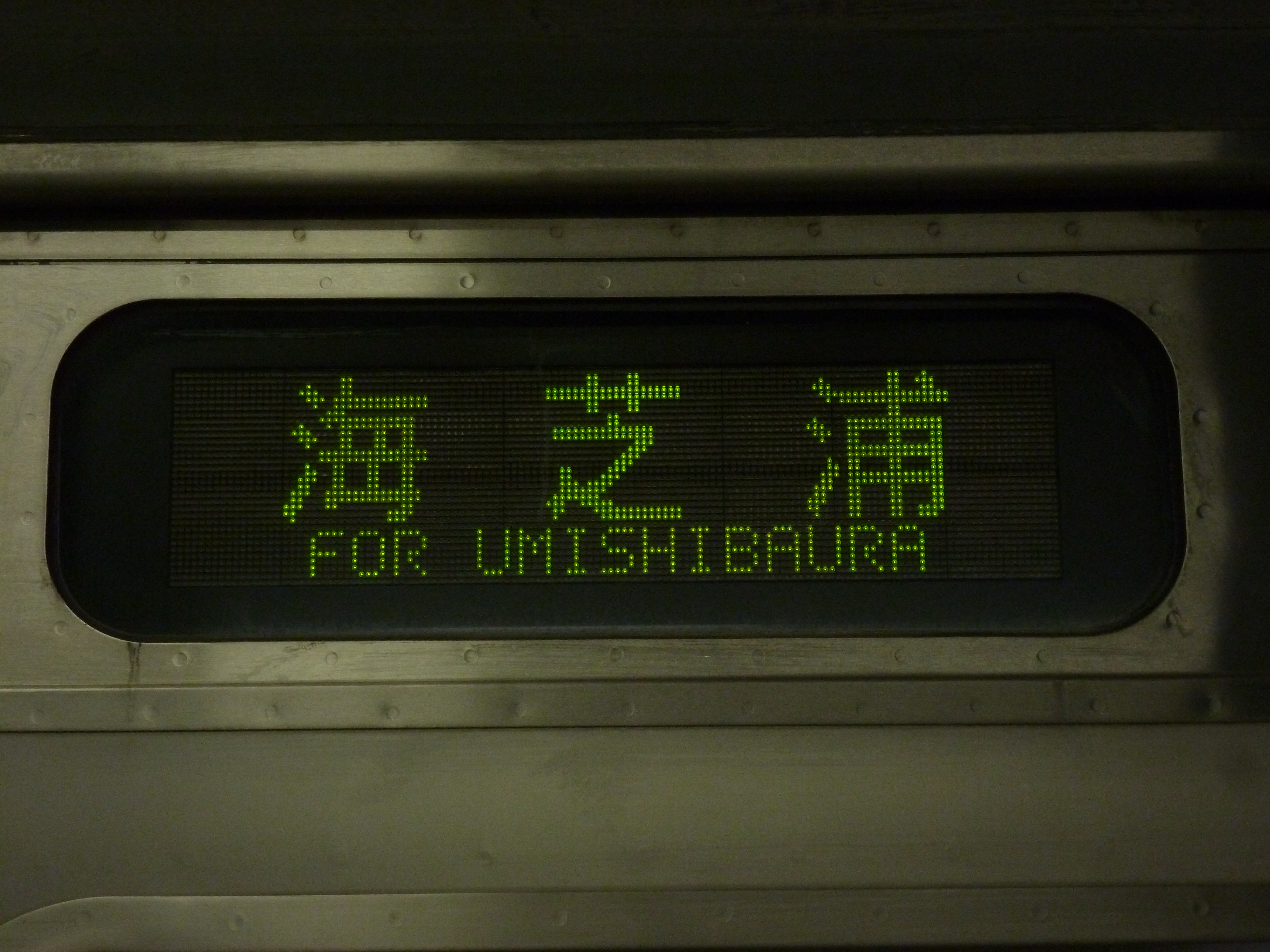
海芝浦行き
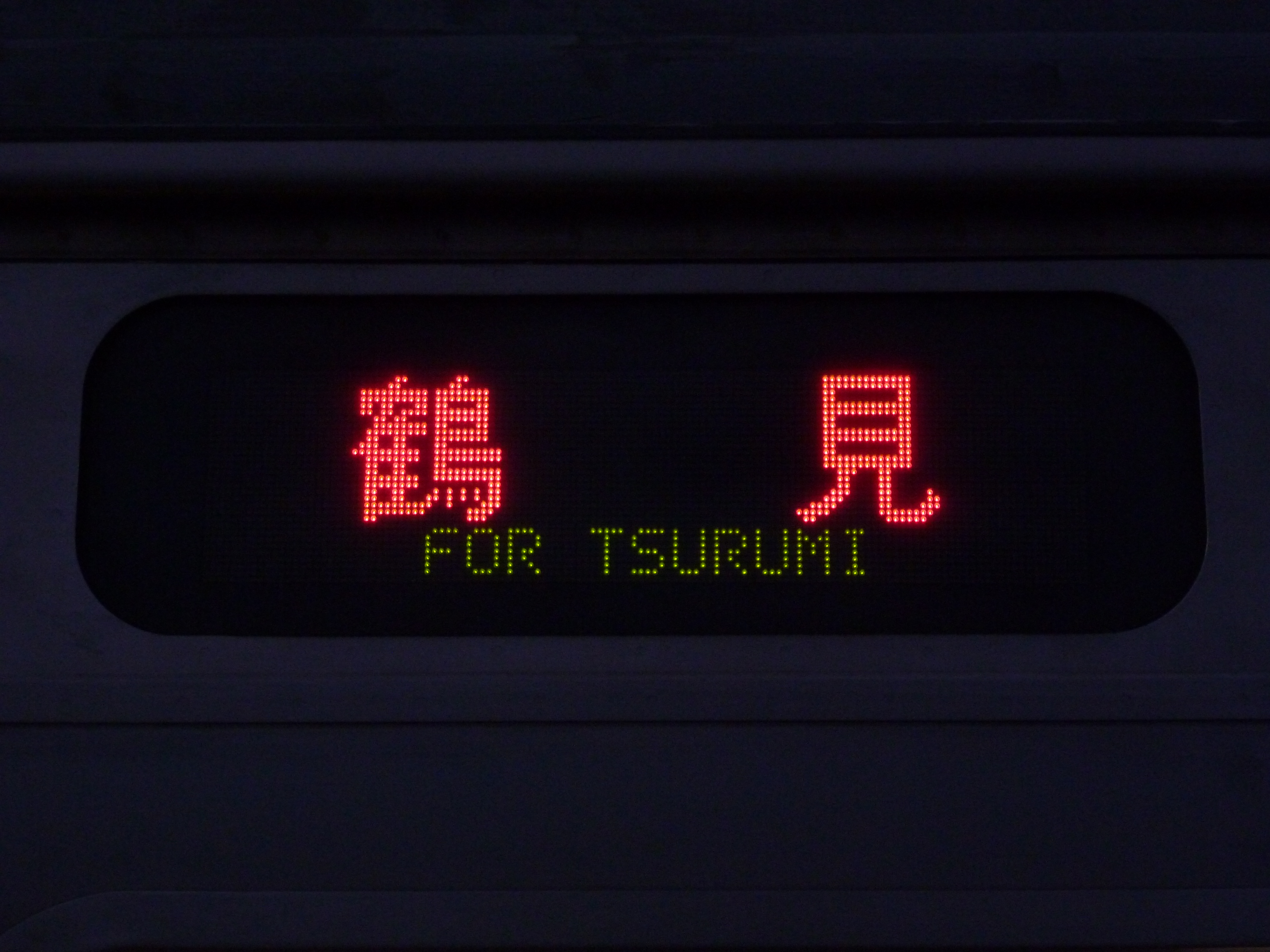
鶴見行き
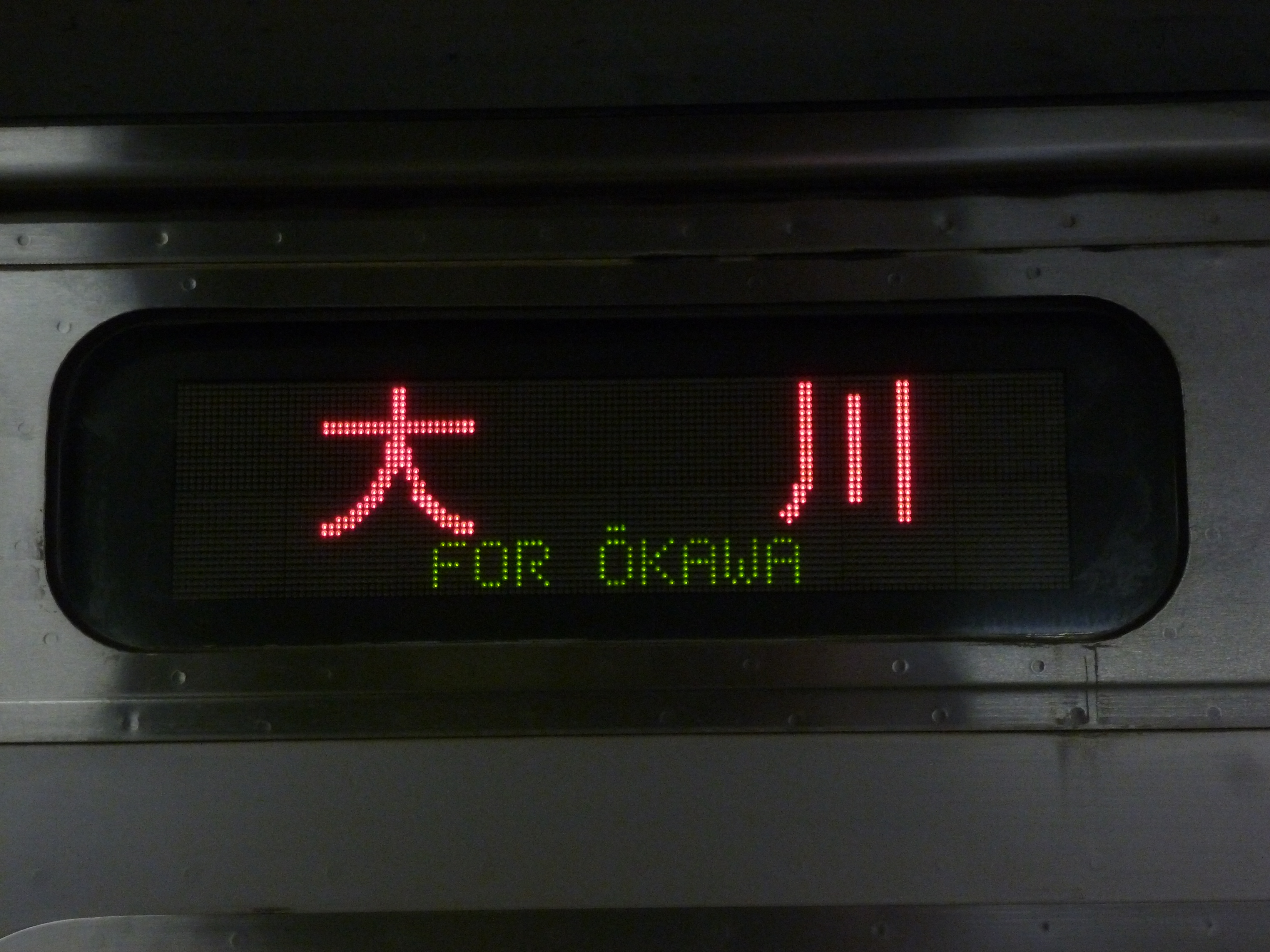
大川行き

- 103系の方向幕の色分け
- 鶴見行き □白
- 扇町行き ■赤
- 海芝浦行き ■青
- 大川行き ■黄

### 貨物列車
全線が電化されているが、非電化の側線で入換作業を行うために一部区間はディーゼル機関車が牽引する。
- EF65形電気機関車
- EF210形電気機関車
- DE10形ディーゼル機関車
- DD200形ディーゼル機関車[20]

## 歴史

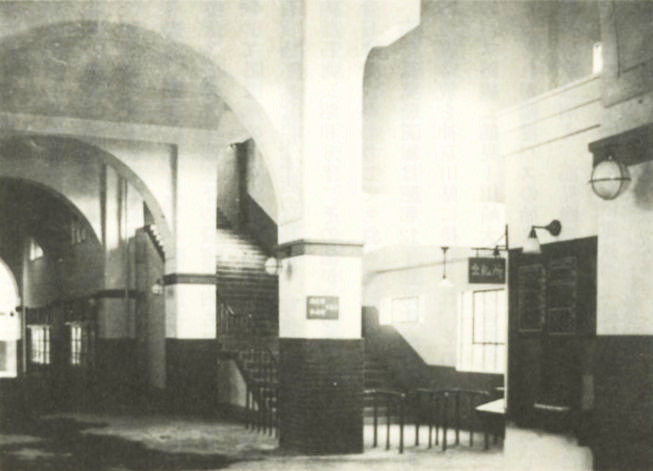
開業当時の国道駅

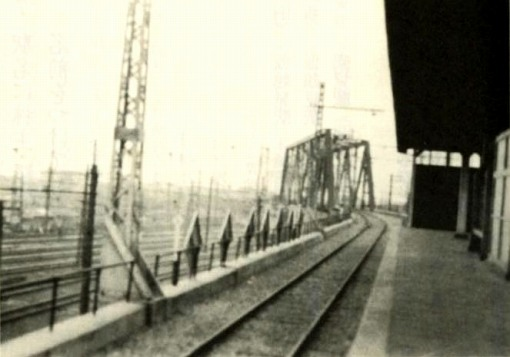
廃止前の本山駅

- 1924年（大正13年）：浅野財閥が中心となって鶴見臨港鉄道会社を設立。浅野総一郎が取締役社長に就任。[21]
- 1926年（大正15年）
  - 3月10日：鶴見臨港鉄道 浜川崎駅 - 弁天橋駅間（2.2M≒3.54km）・大川支線分岐点 - 大川駅間（0.7M≒1.13km）が貨物線として開業、弁天橋駅・浅野駅・安善町駅・武蔵白石駅（初代）・大川駅開業[22]、省線浜川崎駅に乗り入れ。
  - 4月10日：石油支線分岐点 - 石油駅間（0.6M≒0.97km）が開業。石油駅（後の浜安善駅）が開業[23]。
- 1928年（昭和3年）：8月18日 浜川崎駅 - 扇町駅間（0.7M≒1.13km）が延伸開業。扇町駅が開業[24]。
- 1929年（昭和4年）3月14日：浅野駅 - 浜川崎駅間に渡田駅開業[25]。
- 1930年（昭和5年）
  - 4月1日：マイル表示からメートル表示に変更（弁天橋駅 - 扇町駅 2.9M→4.8km、石油支線分岐点駅 - 石油駅間 0.7M→1.0km、大川支線分岐点 - 大川駅間 0.7M→1.4km）。
  - 10月28日：全線電化、鶴見仮停車場 - 弁天橋駅間 (2.0km) が延伸開業。鶴見仮停車場 - 扇町駅間・安善通駅 - 石油駅間・安善通駅 - 大川駅間での旅客営業を開始、弁天橋駅・浅野駅・渡田駅・扇町駅・石油駅・大川駅で旅客営業開始、鶴見仮停車場、本山停留場、国道駅開業、石油支線・大川支線分岐点を駅に変更し安善通駅（現在の安善駅）が開業[26]。
  - 11月15日：武蔵白石駅（初代）廃止届出[27]。
- 1931年（昭和6年）
  - 2月1日：浜川崎駅 - 扇町駅間に海川崎停留場が開業。
  - 3月20日：海川崎駅 - 扇町駅間に昭和停留場が開業[25]。
  - 5月30日：海川崎停留場を若尾停留場に改称届出。
  - 6月14日：鶴見仮停車場が移転 (+0.1km)[28]。
  - 7月25日：武蔵白石停留場が開業し[25]、大川駅への支線の起点を安善通駅から武蔵白石停留場に変更 (-0.6km)[27]。
  - 8月15日：武蔵白石駅 - 渡田駅間に（臨）海水浴前停留場が開業[27]。
  - 12月8日：安善通駅 - 石油駅間に安善橋停留場が開業。
- 1932年（昭和7年）
  - 6月10日：芝浦製作所（現在の東芝）の専用線を買収し、浅野駅 - 新芝浦駅間 (0.9km) が開業。末広停留場・新芝浦駅が開業[29]。
  - 6月15日：（臨）海水浴前停留場通年化届出。
- 1934年（昭和9年）12月23日：鶴見駅 - 鶴見仮停車場間 (0.1km) が開業し、省線鶴見駅に乗り入れ開始[27]。鶴見仮停車場が廃止[27]。
- 1935年（昭和10年）
  - 3月4日：末広停留場の廃止が認可される。
  - 10月21日：海水浴前停留場が臨時営業化される。
  - 12月1日：貨物支線 弁天橋駅 - 鶴見川口駅間 (1.2km) が開業。鶴見川口駅が開業[30]。
- 1936年（昭和11年）
  - 3月17日：武蔵白石停留場を駅に変更し武蔵白石駅（2代目）の開業が認可される。
  - 7月16日：（臨）海水浴前停留場を駅への変更が認可される。
  - 12月8日：工業学校前停留場（現在の鶴見小野駅）の開業が認可される[27]。
- 1938年（昭和13年）12月25日：安善通駅 - 石油駅間の旅客営業廃止。安善橋停留場が廃止[31]。
- 1940年（昭和15年）11月1日：支線 新芝浦駅 - 海芝浦駅間 (0.8km) が旅客線として延伸開業。海芝浦駅が開業[32]。
- 1941年（昭和16年）
  - 2月17日：女性工員専用車が設定される[10]。
  - 6月25日：（臨）海水浴前駅の廃止が認可される[27]。
- 1942年（昭和17年）12月11日：本山停留場の廃止が認可される[10]。
- 1943年（昭和18年）
  - 7月1日：戦時買収私鉄に指定され国有化、鶴見線となる[10]。
  - 停留場を駅に変更、工業学校前停留場を鶴見小野駅に、安善通駅を安善駅に、石油駅を浜安善駅に改称[10]。安善町駅・渡田駅・若尾停留場が廃止。鶴見川口駅への支線の起点を浅野駅に変更 (+1.2km) [10]。安善駅 - 浜安善駅間改キロ (+0.1km) 。武蔵白石駅 - 大川駅間改キロ (+0.2km) 。
- 1945年（昭和20年）
  - 4月15日：空襲により浅野駅が被災し、海芝浦支線が不通となる[10]。
  - 8月1日：空襲により大川支線が不通となる[10]。
- 1948年（昭和23年）
  - 2月9日：海芝浦支線が復旧[10]。
  - 5月1日： 架線電圧が600Vから1,500Vに昇圧[10]。
- 1950年（昭和25年）2月9日：大川支線が復旧[10]。
- 1961年（昭和36年）：年間輸送人員が3766万人となり、最高値を記録する[10]。
- 1971年（昭和46年）3月1日：鶴見駅を除く全駅が無人化[10]。
- 1972年（昭和47年）：72系が運行開始[10]。
- 1979年（昭和54年）
  - 3月12日：鶴見駅発扇町駅行の普通電車が、国道駅手前の東海道本線と交差する鉄橋上で脱線。さらに、現場に差し掛かった対向電車も脱線する二重脱線事故となった。ケガ人1人[33]。
  - 12月4日：101系が運行開始[10]。
- 1980年（昭和55年）1月20日：この日に実施されたさよなら運転を最後に72系の運行終了[10]。
- 1982年（昭和57年）11月15日：貨物支線 浅野駅 - 鶴見川口駅間 (2.4km) が廃止（線路は側線扱いとして1986年10月31日まで存続）[10]。鶴見川口駅が廃止[34]。浅野駅 - 新芝浦駅間の貨物営業が廃止[10]。
- 1986年（昭和61年）11月1日：貨物支線 安善駅 - 浜安善駅間 (1.1km) が廃止（線路は現存）[10]。浜安善駅が廃止。浅野駅 - 安善駅間の貨物営業が廃止。
- 1987年（昭和62年）4月1日：国鉄分割民営化により東日本旅客鉄道（JR東日本）が継承[10]。日本貨物鉄道が浅野駅 - 扇町駅間、浅野駅 - 新芝浦駅間、武蔵白石駅 - 大川駅間の第二種鉄道事業者となる[10]。
- 1990年（平成2年）8月2日：103系が運行開始[10]。
- 1992年（平成4年）5月1日：101系の運行終了[10]。
- 1996年（平成8年）
  - 3月15日：この日を最後に大川支線のクモハ12形が運行終了[10]。
  - 3月16日：ダイヤ改正により、大川支線でクモハ12形に代わり103系が運行開始。武蔵白石駅の大川支線ホームが廃止され、大川支線の電車が武蔵白石駅通過となる[10]。
  - 10月1日：JR東日本横浜支社の発足に伴い、全線の管轄がこれまでのJR東日本東京地域本社（現在のJR東日本首都圏本部）から横浜支社に変更される。
- 2004年（平成16年）8月25日：205系が運行開始[10][35]。
- 2005年（平成17年）12月17日：前日の鶴見小野駅での車両故障のため103系が運用から外れる（事実上の運行終了）[10]。
- 2006年（平成18年）3月17日：103系が（名目上）この日限りで運行終了[10]。
- 2008年（平成20年）10月25日 - 12月7日：駅構内で現代アート展が実施される。
- 2010年（平成22年）10月30日 - 10月31日：開業（旅客営業開始）80周年記念で全線を走行する臨時列車運行[36]。
- 2011年（平成23年）10月1日 - 2012年（平成24年）1月9日：鶴見線全線・南武線浜川崎支線・他の一部区間が1日乗降自由となる｢ぶらり鶴見線パス｣が発売。価格は大人400円・小人200円。利用する日は購入時に2012年1月9日までの1日を選択可能。川崎駅・鶴見駅・尻手駅のみどりの窓口および指定席券売機（尻手駅はみどりの窓口のみ）、びゅうプラザ川崎駅・びゅうプラザ鶴見駅で発売された。
- 2018年（平成30年）1月13日、2月3日：キリンビール横浜支社とのコラボレーションでビール列車を運行[37][38]。
- 2023年（令和5年）12月24日：E131系が運行開始[15]。
- 2024年（令和6年）3月16日：E131系全8編成の投入が完了。205系が定期運行を終了[18]。全線でワンマン運転を開始[18]。
- 2026年（令和8年）7月1日（予定）：支社制から事業本部制への再編に伴い、全線の管轄がこれまでの横浜支社から川崎事業本部に変更される[39]。

## 駅一覧
- 全駅神奈川県内に所在。また、全駅が特定都区市内制度における「横浜市内」（浜）に属している。
- 接続路線 ： 東日本旅客鉄道および京浜急行電鉄の路線名は、運転系統上の名称または通称（正式路線名とは異なる）。また、駅名が異なる場合は⇒印で駅名を記す。*印は貨物線（定期旅客営業なし）
- ◆・◇：貨物取扱駅（◇は定期貨物列車の発着なし）
- 全電車各駅停車（全駅に停車する）。ただし、大川駅発着の電車は武蔵白石駅を通過する。支線発着の電車はすべて本線（鶴見・弁天橋方面）と直通運転。
- 線路 …  ||：複線区間、｜：単線区間（列車交換不可）、∨：ここより下は単線

2022年度の時点で、JR東日本自社による乗車人員集計の対象となる駅は鶴見駅のみで、鶴見駅以外はいずれも完全な無人駅である。

### 本線
| 駅番号 | 駅名       | 営業キロ | 営業キロ | 接続路線・備考                                                               | 線路 | 所在地        |
| 駅番号 | 駅名       | 駅間     | 累計     | 接続路線・備考                                                               | 線路 | 所在地        |
| ------ | ---------- | -------- | -------- | ---------------------------------------------------------------------------- | ---- | ------------- |
| JI 01  | 鶴見駅     | -        | 0.0      | 東日本旅客鉄道： 京浜東北線 (JK 15) 京浜急行電鉄： 本線 ⇒ 京急鶴見駅 (KK29)  | \|\| | 横浜市 鶴見区 |
| JI 02  | 国道駅     | 0.9      | 0.9      |                                                                              | \|\| | 横浜市 鶴見区 |
| JI 03  | 鶴見小野駅 | 0.6      | 1.5      |                                                                              | \|\| | 横浜市 鶴見区 |
| JI 04  | 弁天橋駅   | 0.9      | 2.4      |                                                                              | \|\| | 横浜市 鶴見区 |
| JI 05  | 浅野駅     | 0.6      | 3.0      | 東日本旅客鉄道： 鶴見線（海芝浦支線）                                        | \|\| | 横浜市 鶴見区 |
| JI 06  | 安善駅◆    | 0.5      | 3.5      | 東日本旅客鉄道： 鶴見線（大川支線）                                          | \|\| | 横浜市 鶴見区 |
| JI 07  | 武蔵白石駅 | 0.6      | 4.1      | 大川支線との実際の分岐点                                                     | \|\| | 川崎市 川崎区 |
| JI 08  | 浜川崎駅◆  | 1.6      | 5.7      | 東日本旅客鉄道： 南武線（支線） (JN 54)・*東海道本線貨物支線（東海道貨物線） | ∨    | 川崎市 川崎区 |
| JI 09  | 昭和駅     | 0.7      | 6.4      |                                                                              | ｜   | 川崎市 川崎区 |
| JI 10  | 扇町駅◆    | 0.6      | 7.0      |                                                                              | ｜   | 川崎市 川崎区 |

1. ↑  鶴見駅は正式路線名称上は東海道本線の駅であり、同線からは貨物線（東海道貨物線・品鶴線・南武線支線・武蔵野線）も分岐しているが、鶴見線とは線路が繋がっていないため表中では記していない。

2015年（平成27年）まで浅野駅 - 安善駅間は、東北本線（運転系統上は山手線・京浜東北線）西日暮里駅 - 日暮里駅間や仙石線あおば通駅 - 仙台駅間、境線博労町駅 - 富士見町駅間とともに、JRの旅客駅間で最も営業キロの短い駅間 (0.5km) の一つであった。

### 海芝浦支線
- この支線は全駅横浜市鶴見区内に所在。

| 駅番号 | 駅名      | 営業キロ | 営業キロ | 接続路線・備考                  | 線路 |
| 駅番号 | 駅名      | 駅間     | 累計     | 接続路線・備考                  | 線路 |
| ------ | --------- | -------- | -------- | ------------------------------- | ---- |
| JI 05  | 浅野駅    | -        | 0.0      | 東日本旅客鉄道： 鶴見線（本線） | \|\| |
| JI 51  | 新芝浦駅◇ | 0.9      | 0.9      |                                 | ∨    |
| JI 52  | 海芝浦駅  | 0.8      | 1.7      |                                 | ｜   |

### 大川支線
- この支線の正式な起点は武蔵白石駅。安善駅 - 武蔵白石駅間は本線。

| 駅番号 | 駅名       | 営業キロ | 営業キロ | 接続路線・備考                  | 線路 | 所在地        |
| 駅番号 | 駅名       | 駅間     | 累計     | 接続路線・備考                  | 線路 | 所在地        |
| ------ | ---------- | -------- | -------- | ------------------------------- | ---- | ------------- |
| JI 06  | 安善駅     | 0.6      | 0.6      | 東日本旅客鉄道： 鶴見線（本線） | \|\| | 横浜市 鶴見区 |
|        | 武蔵白石駅 | -        | 0.0      | （大川駅発着の電車は通過）      | ∨    | 川崎市 川崎区 |
| JI 61  | 大川駅◇    | 1.6      | 1.6      |                                 | ｜   | 川崎市 川崎区 |

### 駅名について
鶴見臨港鉄道の開業当時、この路線は埋立地上にあり、沿線には地名が存在しなかった。このため、鶴見臨港鉄道に関わった実業家や土地所有者から取られた名前が、新たに定められた地名や鶴見線の駅名の多くに採用されている。
鶴見小野駅（小野町）は地元大地主の小野信行、浅野駅は浅野財閥創設者で鶴見臨港鉄道の設立者でもある浅野総一郎（地名の末広町も浅野家の家紋に由来）、安善駅（安善町）は安田財閥の安田善次郎、武蔵白石駅（白石町）は日本鋼管（後のJFEスチール）の白石元治郎、大川駅（大川町）は製紙王の大川平三郎から取ったものである。扇町駅（扇町）も浅野家の家紋が扇であったことに由来する。
その他の駅でも、国道1号（後の国道15号）が近くを走るから「国道」、近隣の池に架けられた橋から「弁天橋」、昭和肥料（後の昭和電工、現・レゾナック・ホールディングス）扇町工場の近くにあったことから「昭和」、石油精製所の近くにあったことから「石油」（後の浜安善）、芝浦製作所（後の東芝）の工場に隣接するから「新芝浦」「海芝浦」、鶴見工業実習学校の近くにあったことから「工業学校前」（後の鶴見小野）、曹洞宗の大本山である総持寺の近くにあったことから「本山」（廃駅）など、周辺の工場などの施設に由来する命名が多い。

### 廃止区間
() 内は起点からの営業キロ
- 鶴見川口支線：浅野駅 (0.0 km) - 鶴見川口駅 (2.4 km)
- 石油支線：安善駅 (0.0 km) - 浜安善駅 (1.0 km)

鶴見川口支線は、浅野駅を出ると鶴見小野駅まで本線と並走し、同駅隣でスイッチバックを行い南方へ至る線形となっていた。

### 廃駅
廃止区間にある駅を除く。（貨）は貨物専用駅、（臨）は臨時駅を表す。
- 本線（括弧内は鶴見駅起点の営業キロ）
  - 本山停留場：1942年廃止、鶴見駅 - 国道駅間 (0.5km)
  - （貨）安善町駅：1943年廃止、安善駅 - 武蔵白石駅間 (3.8km)
  - （貨）武蔵白石駅：1930年廃止、安善駅 - 現在の武蔵白石駅間 (4.4km)
  - （臨）海水浴前駅：1941年廃止、武蔵白石駅 - 浜川崎駅間 (4.7km)
  - 渡田駅：1943年廃止、武蔵白石駅 - 浜川崎駅間（5.2km、現在の浜川崎駅鶴見線ホーム）
  - 若尾停留場：1943年廃止、浜川崎駅 - 昭和駅間 (6.0km)
- 海芝浦支線
  - 末広停留場：1935年廃止、浅野駅 - 新芝浦駅間（浅野駅起点 0.2km）
- 石油支線
  - 安善橋停留場：1938年廃止、安善駅 - 浜安善駅間（安善駅起点 0.4km）

鶴見駅と国道駅の間にある東海道本線を跨ぐ橋梁より鶴見駅方にホーム跡があり、これが廃止となった本山駅の跡である。ホーム跡の高架下は旧鶴見臨港鉄道のバス事業を源流の一つとする川崎鶴見臨港バスの車庫として利用されており、以前は横断距離が長いことで有名だった総持寺踏切もあった。

### 過去の接続路線
- 渡田駅：鶴見臨港鉄道軌道線

## 平均通過人員
各年度の平均通過人員（人/日）は以下のとおりである。
| 年度                   | 平均通過人員（人/日）                     | 出典   |
| 年度                   | 鶴見 - 扇町 浅野 - 海芝浦 武蔵白石 - 大川 | 出典   |
| ---------------------- | ----------------------------------------- | ------ |
| 2011年度（平成23年度） | 14,068                                    | [ 42 ] |
| 2012年度（平成24年度） | 14,150                                    | [ 42 ] |
| 2013年度（平成25年度） | 14,108                                    | [ 42 ] |
| 2014年度（平成26年度） | 13,942                                    | [ 42 ] |
| 2015年度（平成27年度） | 14,194                                    | [ 42 ] |
| 2016年度（平成28年度） | 14,180                                    | [ 43 ] |
| 2017年度（平成29年度） | 14,115                                    | [ 43 ] |
| 2018年度（平成30年度） | 14,133                                    | [ 43 ] |
| 2019年度（令和元年度） | 14,113                                    | [ 43 ] |
| 2020年度（令和02年度） | 11,555                                    | [ 43 ] |
| 2021年度（令和03年度） | 10,953                                    | [ 44 ] |
| 2022年度（令和04年度） | 11,037                                    | [ 44 ] |
| 2023年度（令和05年度） | 11,762                                    | [ 45 ] |

## 文化に見る鶴見線

### 文学
- 土屋文明の歌集『山谷集』に「鶴見臨港鉄道」と題する連作が収められている。1933年の作品。貨物船入り来る運河の先になほ電車の走る埋立地見ゆなどの一連の作品が、これまでの日本にはなかった巨大工場地帯の実相を捉えようとしている。
- 宮脇俊三が著書において取り上げ（『時刻表2万キロ』第2章など）、都会でありながらローカル線に似た特異な路線として描写している。
- 笙野頼子の芥川賞受賞作「タイムスリップ・コンビナート」は、主人公が夢の導きで海芝浦駅まで行く話であり、主人公はその途中に浅野駅で下車してアンダカシーを買い、ソーキそばを食べる。

### テレビ番組
- 横浜市鶴見区のケーブルテレビ局「YOUテレビ」で放送されているドキュメント番組『横浜ミストリー』の中で、鶴見線の歴史や魅力をリポートするシリーズ「鶴見線物語」が2005年4月からの1か月間放映された。
- テレビ東京で1991年に旅番組『列車でいい旅』の中で同じシリーズが放映されている。
- 日本テレビ系のバラエティ番組『鉄腕!DASH!!』（『ザ!鉄腕!DASH!!』の前身番組）でTOKIOが鶴見線の電車とリレー対決をする企画が放送された。
- テレビ神奈川(tvk)で2010年10月31日に鶴見線旅客営業80周年特別番組『タンコロがつないだ街』が放送された。
- 2011年2月24日にテレビ東京の情報バラエティ番組『空から日本を見てみよう』の「秘境の鉄道スペシャル」で鶴見線が紹介された。
- テレビ朝日『タモリ倶楽部』2015年2月20日放送の「タモリ電車クラブJR初進出!鶴見線&南武線直通列車で満喫旅」前編で国道駅から大川支線、弁天橋駅・鶴見線営業所を経由して浜川崎駅までの区間が紹介された。

### ゲーム
- 『電車でGO!プロフェッショナル2』において本線が収録され103系で運転できる。また、隠しダイヤとしてクモハ12も登場、運転ができる。ただし、ゲーム中では武蔵白石駅の大川支線のホームが撤去された後のグラフィックであり、鶴見→大川のダイヤでは武蔵白石にて、まず扇町方面のホームで乗降客を扱った後、スイッチバックを繰り返して大川支線に入線するものとなっている[注釈 3]。また、車両図鑑では南武支線用の101系が見られる。実車の103系は加速度2.2km/h/sで、マスコンは最大4ノッチだが、ゲーム内では3.5km/h/s程度に設定され、最大5ノッチになっている[注釈 4]。